# カヤオ
カヤオ（Callao (スペイン語発音: [kaˈʎao])）は、ペルーの首都リマ西部に位置する、国内最大で主要な港町である。カヤオ特別区の中心地である。名称についてスペイン語での発音とは異なっており、「カリャオ」、「カジャオ」と表記されることもある。この表記の揺れは、スペイン語圏各国・各地域における「ll」音の発音の差異に起因する。
リマと共にリマ都市圏を形成する。国内人口の3分の1がここに居住している。

## 歴史
カヤオは、1537年に設立した。1535年にリマが設立したちょうど2年後であった。カヤオはすぐさまスペインの太平洋における主要な貿易港となった。名前の由来は分かっていないが、インディオの言葉かスペイン語に由来すると考えられている。1550年までに、町はカヤオの名前で知られていた。
副総督領の最盛期、ペルー、ボリビア、アルゼンチンで生産されたほとんどすべての製品が、ラバに乗せられアンデスを越えて、カヤオに運ばれた後、パナマに船で輸送され、地峡を渡り、再び船でキューバを経由してスペインに運ばれた。
- 1746年 - 津波によりカヤオ港が被害
- 1866年5月2日 - カヤオの戦い。スペイン海軍は独立後ペルーの征服を試みる

## 地区
6地区。各地区の代表は alcalde （町長・市長）である。
- 1 Bellavista
- 2 Callao (downtown)
- 3 en:Carmen de la Legua Reynoso
- 4 La Perla
- 5 en:La Punta
- 6 en:Ventanilla

### 島
San Lorenzo, El Frontón, Cavinzasなど。

## 鉄道
Ferrocarril Central Andino： 2006年、狭軌, 914mm から、標準軌, 1435mm に変更